# Roncus sotirovi
Roncus sotirovi är en spindeldjursart som beskrevs av Bozidar P.M. Curcic 1982. Roncus sotirovi ingår i släktet Roncus och familjen helplåtklokrypare. Inga underarter finns listade i Catalogue of Life.